# Cornus ulotricha
Cornus ulotricha — вид квіткових рослин з родини деренових (Cornaceae).

## Біоморфологічна характеристика
Це дерево, рідко кущ, (1,5)7–15(20) метрів заввишки. Кора сіра, гладка на молодих стеблах, шорстка на старших стеблах, прямокутно розщеплювана. Молоді гілки червонувато-коричневі, слабо запушені короткими трихомами; старі гілки жовтувато-коричневі, голі. Листки супротивні, на 1,5–2,8 см ніжках; пластинка від широкояйцеподібної до широкоеліптичної форми, 9–15 × 3–8,5 см, абаксіально (низ) сірувата й запушена білуватими притиснутими та коричневими піднятими (V-подібними) чи кучерявими трихомами, трихоми часто опадні, верхівка коротко загострена. Суцвіття 8–12 см у діаметрі, запушені домішкою сіруватих коротких притиснутих трихом і злегка кучерявих трихом. Квітки білі, 6–8 мм у діаметрі. Частки чашечки широко трикутні, 0,3–0,4 мм. Пелюстки язичково-видовжені, ≈ 4 × 1,1–1,8 мм. Тичинки коротші чи рівні пелюсткам; пиляки жовті. Плід синювато-чорний, майже кулястий, 4,3–4,5 мм у діаметрі; кісточки майже кулясті, 3–4 мм в діаметрі. Цвітіння: травень і червень, плодоношення: липень і серпень.

## Поширення
Росте в Азії: Китай, Тибет. Населяє мішані ліси, біля струмків; 800–2700 метрів.